# Thymus caespititius
Thymus caespititius é uma espécie planta com flor pertencente à família Lamiaceae, com distribuição natural no sudoeste da Europa e nas ilhas da Macaronésia. A espécie é conhecida pelos nomes comuns de alecrim-da-serra, erva-úrsula, termentelo, tomentelo e tormentelo.

## Descrição
A seguir apresenta-se a descrição dada por Félix de Avelar Brotero na sua obra Flora Lusitanica:
Floribus verticillato-terminalibus: follis lineari-lanceolatis, revolutis, utrinque subglabris; petiolis brevibus, ciliato-pilosis: caulibus ramosis, longe repentibus
A seguir apresenta-se a descrição dada por António Xavier Pereira Coutinho na sua obra Flora de Portugal (Plantas Vasculares): Disposta em Chaves Dicotómicas (1.ª ed. Lisboa: Aillaud, 1913):
Folhas sub-1-nerveas (com a nervura média forte e as laterais obsoletas), espatulado-lineares, longamente celheadas na base; lábio superior do cálice com 3 dentes desiguais (o médio maior) ou subinteiro. Planta longamente prostrada, com ramos curtos erectos, densamente folhosos, cespitosos. Planta lenosa. Julho-Setembro. Terrenos secos e pedregosos, pinhais, muros.
Indica 2 subespécies:
- genuinus P. Cout. - Flores pequenas (6-10 mm); lábio superior do cálice apenas denticulado ou subinteiro. Trás-os-Montes, Minho, Beira.
- macranthus Samp. - Flores maiúsculas (12-14 mm.); lábio superior do cálice mais profundamente dentado. Planta mais robusta. Alentejo litoral : arred. de Setúbal.

## Taxonomia
Thymus caespititius foi descrita por Félix de Avelar Brotero e publicada em Flora Lusitanica 1: 176. 1804.

## Citologia
O número de cromossomas de Thymus caespititius (Fam. Labiatae) e táxones infraespecíficos é 2n=30

## Sinónimos
- Origanum caespititium (Brot.) Kuntze
- Thymus caespititius var. albicans J.Blanco & F.M.Vázquez
- Thymus micans Sol. ex Lowe[6]

## Propriedades
No que diz respeito a óleos essenciais, esta espécie tem características diferentes em populações de Portugal Continental e da Madeira em relação às dos Açores. Enquanto que nas primeiras, domina o alfa-terpineol , nas segundas a composição é mais variada, tendo carvacrol, timol ou alfa-terpineol. Estas diferenças poderão ter origem nas diferentes condições climáticas e de variação do solo. Esta espécie também possui trans-dihidroagarofurano, característico das plantas do género Thymus.
As planta de Portugal Continental, assim como as da Madeira apresentam grande homogeneidade química, enquanto que as plantas nos Açores apresentam grande polimorfismo químico. Em oito ilha dos Açores foram identificados vários quimiotipos: carvacol, timol, alfa-terpineol, sabineno, carvacol/alfa-terpineol, alfa-terpineol/T-cadinol e carvacol/timol.